# Analýza buněčného cyklu

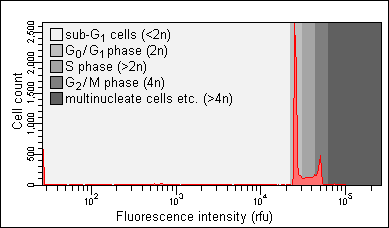
Histogram získaný pomocí průtokové cytometrie zobrazující populaci zdravých buněk rozdělenou podle fáze buněčného cyklu.

Analýza buněčného cyklu je aplikací metody průtokové cytometrie. Umožňuje rozlišit buněčnou populaci na skupiny podle fáze buněčného cyklu. Metoda je založená na kvantifikaci buněčné DNA, jejíž množství se mění během jednotlivých fází . Před replikací (fáze G1; G0) je množství DNA u diploidního organismu rovno 2n. Během fáze replikace (S) dochází k zdvojování DNA a množství DNA je >2n. Další fáze, G2 obsahuje množství DNA 4n, stejně jako buňky na počátku mitózy (fáze M). Naměřená data se prezentují ve formě histogramu, kde je vynesen počet buněk proti množství DNA.

## Kvantifikace DNA
Kvantifikace DNA pomocí měření na průtokovém cytometru je založena na využití fluorescenčních barviv. Fluorescenční barvivo se stechiometricky váže na molekulu DNA. Po excitaci fluorescenčního barviva dochází k emisnímu vyzařování o delší vlnové délce, která je zaznamenávána průtokovým cytometrem. Intenzita emitovaného záření je přímo úměrná množství DNA, jehož množství se mění v průběhu buněčného cyklu, jak již bylo výše popsáno.

## Fluorescenční barvy pro kvantifikaci DNA

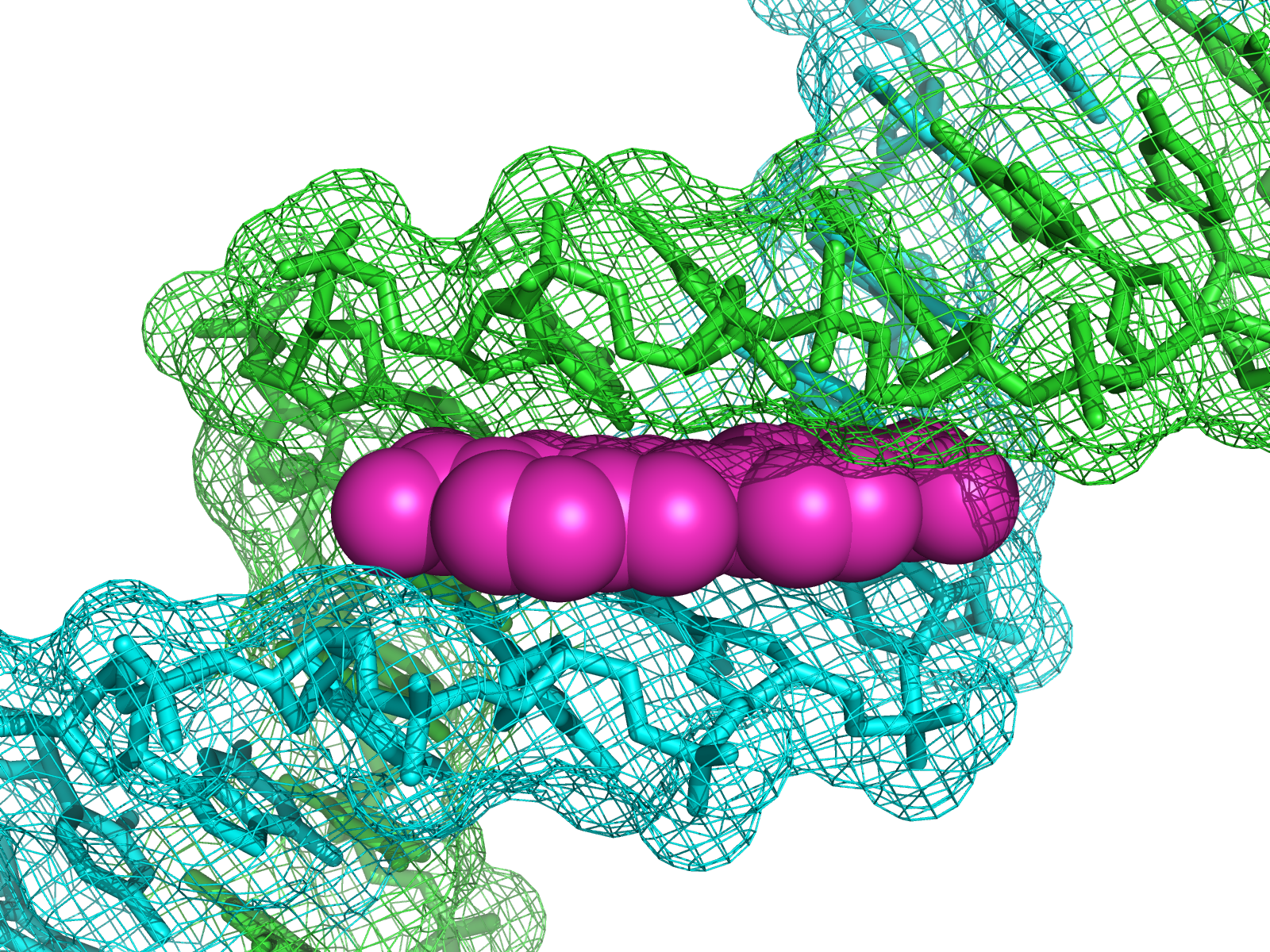
Fluorescenční barva DAPI vázající malý žlábek DNA.

Základní dělení fluorescenčních barviv DNA je podle toho, zda vyžadují fixaci buněk nebo ne. Barvy neprostupné buněčnou membránou vyžadují permeabilizaci membrány a nejsou tudíž vhodné pro barvení nefixovaných buněk. Mezi tyto barvy patří zejména interkalační činidlo propidium jodid (PI). Nejčastějším permeabilním barvením je Hoechst.
Na trhu je od komerčních výrobců dostupných mnoho dalších barvících sond různých excitačních i emisních délek.
Při výběru vhodné fluorescenční barvy pro kvantifikaci DNA je třeba dbát na její stabilitu, excitační a emisní vlastnosti ale také na vazebné vlastnosti (např. PI váže všechny dvou-řetězcové nukleové kyseliny a je potřeba před analýzou buňky inkubovat s RNázou).

### Příklad DNA vazebných fluorescenčních barviv
| Název            | Excitace (nm) | Emise (nm) |
| ---------------- | ------------- | ---------- |
| Hoechst 33342    | 343           | 483        |
| DAPI             | 345           | 455        |
| Ethidium bromid  | 493           | 620        |
| Akridinová oranž | 503           | 530        |
| Sytox Green      | 504           | 523        |
| Propidium jodid  | 536           | 617        |

## Základní postup
Buňky jsou převedeny do suspenze a inkubovány s barvící látkou. V případě potřeby jsou fixovány, nejčastěji etanolem. K permeabilizaci membrány se používají detergenty, např. Triton X-100. Následují promývací kroky, které slouží k odmytí nenavázané barvy. Poté je pomocí průtokového cytometru změřena intenzita fluorescence.

## Využití v praxi
Vzhledem k tomu, že porucha buněčného cyklu vede k mnoha patologickým stavům, má měření klinický význam. Histogram prokáže odchylky od normální distribuce buněk v rámci buněčného cyklu. Toho se využívá při diagnostice rakoviny , protože právě nekontrolovaný buněčný cyklus je častou příčinou karcinogeneze. Analýza buněčného cyklu také odhalí aneuploidie, které jsou běžné u nádorových buněk.